# Miriatra
Miriatra is een geslacht van rechtvleugeligen uit de familie doornsprinkhanen (Tetrigidae). De wetenschappelijke naam van dit geslacht is voor het eerst geldig gepubliceerd in 1906 door Bolívar.

## Soorten
Het geslacht Miriatra omvat de volgende soorten:
- Miriatra arawaka Rehn, 1939
- Miriatra boliviana Günther, 1939
- Miriatra chalazombra Günther, 1939
- Miriatra producta Bolívar, 1887